# SynergySP
SynergySP(일본어: 有限会社SynergySP, 시너지SP)는 일본의 애니메이션 제작사이다. 1998년 9월 24일에 스튜디오 주니오(도에이 애니메이션 직원에 의해 설립)에서 분사되어 시너지재팬(Synergy Japan)이라는 사명으로 설립되었다. 2005년, 이 기업은 쇼가쿠칸 출판사의 자회사 쇼가쿠칸 슈에이샤 프로덕션과 연계되기 시작했다. 2017년 4월, 이 기업은 신에이 동화의 자회사가 되었다.
2022년 7월 29일에 공식 웹사이트에 따르면 쇼가쿠칸 쇼를 더 이상 제작하지 않으며 사이트에서 해당 쇼들을 제거했다.

## 역사
스튜디오 주니오(현: 주니오 브레인 트러스트)로 주로 도에이 동화의 외주, 해외 합작 작품을 다루고 있던 오카자키 미노루, 마에다 미노루, 와가츠마 히로시 등의 그룹이 독립해 1998년 5월 1일에 설립했다. 같은 해 9월 24일에 도쿄도 스기나미구에서 유한회사 시너지 재팬으로서 법인화했다.
설립 당초는 타사로부터의 작화하청이 중심이었지만, 2001년에 닛폰 애니메이션과 공동 제작한 《Cosmic Baton Girl 코메트상☆》에서 원청 제작을 개시했다. 이듬해 닛폰 애니미디어가 제작한 《탑블레이드 V》의 애니메이션 실제작으로 참여했다. 이후 닛폰 애니미디어 제작 작품의 실제작을 중심으로 했다.
2005년 쇼가쿠칸 프로덕션과의 공동 경영 체제가 된다. 아울러 증자의 상본사 이전을 하고 유한회사 SynergySP로 상호 변경했다. 이후 이 프로덕션 기획·제작 작품의 원청 제작이 중심이 되어, TV 도쿄 계열 일요일 아침 10시 애니메이션 작품(《MÄR 헤븐》, 《하야테처럼!》, 《절대 가련 칠드런》, 《크로스 게임》)을 2005년~2010년 5년 연속으로 제작했다.
2009년, 본사를 현재의 도쿄도 고가네이시 혼초 5초메 4번 1호 SMS 빌딩으로 이전했다.
설립 당초부터 대표이사였던 오카자키가 퇴임하고 나서는 나나노 유리코와 쇼가쿠칸 슈에이샤 프로덕션의 나카자와 토시히로의 공동체제 후, 나나노가 단독으로 대표를 맡았다. 한때는 촬영 부문도 보유하고 있었지만, HORNETS 설립에 따라 독립·해산했다.
2017년 4월, 신에이 동화의 자회사가 되어 대표로는 《도라에몽》의 치프 프로듀서를 맡고 있던 마스코 소지로가 취임했다.
2022년 마스코가 대표이사를 퇴임. 후임에는 TMS 엔터테인먼트에서 이사와 프로듀서를 맡은 카토 료타가 취임했다.

## 작품

### TV 애니메이션
- 코메트상 (2001년, 공동 제작; 닛폰 애니메이션)
- 머메이드 멜로디 피치피치핏치 (2003년, 공동 제작: 아크티스)
- 팬더 제트 The Robonimation (2004년, 공동 제작: 비 미디어)
- 머메이드 멜로디 피치피치핏치 퓨어 (2004년, 공동 제작: 아크티스)
- MÄR 헤븐 (2005년)
- 키라링☆레볼루션 (2006년, 공동 제작: 지앤지엔터테인먼트)
- 신성휘 듀얼마스터즈 플래쉬 (2006년)
- 하야테처럼! (2007년)
- 듀얼마스터즈 제로 (2007년)
- 보물 가우스토 (2007년)
- 메이저 (제4시리즈) (2008년)
- 키라링☆레볼루션 STAGE3 (2008년, 공동 제작: SimImage)
- 절대 가련 칠드런 (2008년)
- 메이저 (제5시리즈) (2009년)
- 완소! 퍼펙트 반장
- 크로스 게임 (2009년)
- 메탈파이트 베이블레이드 (2010년)
- 스캔2고 (2010년)
- 메탈파이트 베이블레이드 4D (2011년)
- 크로스파이트 비드맨 (2011년)
- 치비데비! (2011년)
- 메탈파이트 베이블레이드 ZEROG (2012년)
- 이니셜D Fifth Stage (2012년)
- 크로스 파이트 비드맨 eS (2012년)
- 비스트 사가 (2013년)
- 이니셜D Final Stage (2014년)
- 만난 지에 5초 만에 배틀 (2021년, 공동 제작: 베가 엔터테인먼트)
- 다이쇼 소녀 전래동화 (2021년)
- 뻐꾸기 커플 (2022년, 공동 제작: 신에이 동화)
- 너무 귀여운 크라이시스 (2023년)
- 이상한 전생 (2023년)
- 그녀도 여친 Seoson 2 (2023년)

### OVA/ONA
- 절대 가련 칠드런
- 쇼콜라의 마법
- 12살.

### 극장 애니메이션
- 극장판 메탈 베이블레이드 VS 태양 작열의 침략자 솔블레이즈 (2010년)
- 해피 컴 컴 (2015년)
- ゴーちゃん。〜モコと氷の上の約束〜 (2018년)
- 텐카운트 (2023년)